# Seyne
Seyne är en kommun i departementet Alpes-de-Haute-Provence i regionen Provence-Alpes-Côte d'Azur i sydöstra Frankrike. Kommunen ligger  i kantonen Seyne som ligger i arrondissementet Digne-les-Bains. År 2022 hade Seyne 1 365 invånare.

## Befolkningsutveckling
Antalet invånare i kommunen Seyne
Referens: INSEE